# Powiat Morokata
Powiat Morokata (jap. 諸県郡 Morokata-gun) – dawny powiat w Japonii, położony w prefekturze Miyazaki (prowincja Hyūga, później także częściowo w prefekturze Kagoshima).

## Historia
W pierwszym roku okresu Meiji na terenie powiatu znajdowało się 1 miejscowość i 141 wiosek.
9 maja 1883 roku, w wyniku ponownego utworzenia prefektury Miyazaki, powiat Morokata został podzielony na powiat Kitamorokata (przydzielony do prefektury Miyazaki) oraz powiat Minamimorokata (w prefekturze Kagoshima). Wskutek tego powiat został rozwiązany.